# Cour-Saint-Maurice
Cour-Saint-Maurice is een gemeente in het Franse departement Doubs (regio Bourgogne-Franche-Comté) en telt 157 inwoners (1999). De plaats maakt deel uit van het arrondissement Montbéliard.

## Geografie
De oppervlakte van Cour-Saint-Maurice bedraagt 4,4 km², de bevolkingsdichtheid is 35,7 inwoners per km².

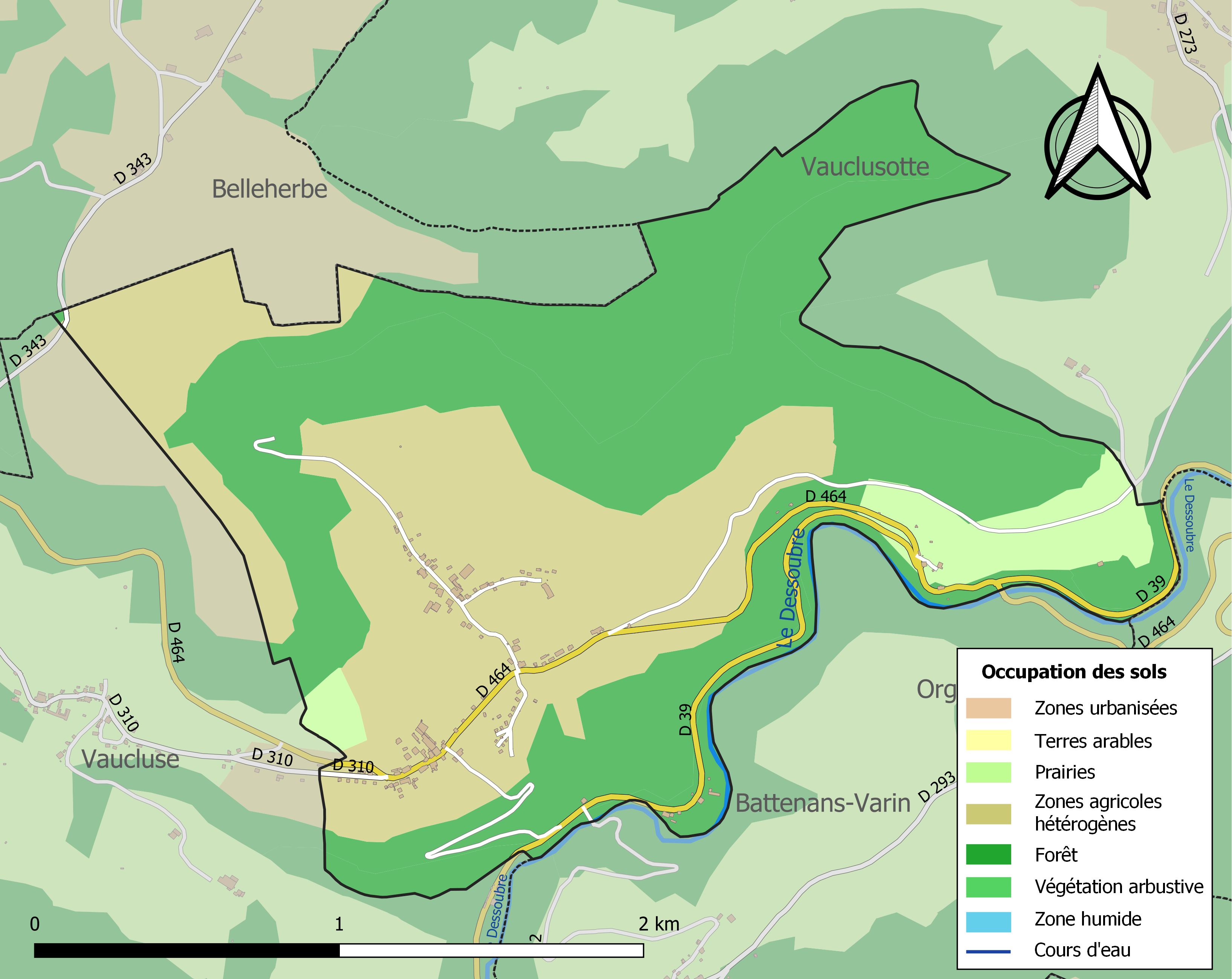
Kaart van de gemeente met de belangrijkste infrastructuur, bodemgebruik en omliggende gemeenten

## Demografie
Onderstaande figuur toont het verloop van het inwonertal (bron: INSEE-tellingen).